# Лунгавилла
Лунгавилла (итал. Lungavilla) — коммуна в Италии, находится в регионе Ломбардия, подчиняется административному центру Павия.
Население составляет 2200 человек, плотность населения составляет 361 чел./км². Занимает площадь 6 км². Почтовый индекс — 27053. Телефонный код — 0383.
В коммуне 15 августа особо празднуется Успение Пресвятой Богородицы.